# Nefele (madre dei centauri)
Nefele (in greco antico: Νεφέλη?, Nephélē, a sua volta da νέφος, nephos, "nuvola") è un personaggio della mitologia greca, una donna creata da Zeus usando una nuvola.
La sua figura potrebbe essere sovrapponibile a quella di un'altra Nefele, moglie di Atamante, che compare nel racconto degli Argonauti.

## Mitologia
Nefele fu generata da una nuvola, utilizzata da Zeus per ottenere una donna con le sembianze di sua moglie Era. Issione, che non si accorse dello scambio, la possedette, e da questa unione nacque il figlio Euritione.
Alcuni autori scrivono che i figli nati dalla coppia fossero tutti i Centauri, e non solo Euritione, mentre Ovidio afferma che oltre a essi nacque anche un altro figlio di nome Folo. Un altro centauro a lei attribuito è Nesso.